# Pteraeolidia
Pteraeolidia Bergh, 1875 è un genere di molluschi nudibranchi della famiglia Facelinidae.

## Tassonomia
Comprende le seguenti specie:
- Pteraeolidia ianthina (Angas, 1864)
- Pteraeolidia semperi (Bergh, 1870) - specie tipo